# Jesus (sobrenome)
Jesus ou de Jesus é um sobrenome onomástico de origem espanhola e portuguesa (em espanhol se escreve Jesús e de Jesús).
É um comum sobrenome no mundo hispânico e de língua portuguesa. No ano de 2000, havia 26.336 pessoas de origem hispânica e latina nos Estados Unidos com o sobrenome De Jesus, ocupando a 172ª posição em ordem de frequência para todos os sobrenomes hispânicos / latinos e 1.002º sobrenome mais comum nesse país. Nas Filipinas, De Jesus (ou de Jesus) é o 33º sobrenome mais comum, detido por cerca de 1,1% da população.
Era comum na Idade Média, as pessoas, principalmente religiosos, como freiras, padres e bispos usarem o sobrenome Jesus, para se identificarem como cristãos e seguidores de Jesus, referente ao Filho de Deus, o messias .
O sobrenome é encontrado com mais frequência nos nove países a seguir:
- Brasil
- Filipinas
- México
- Estados Unidos
- Porto Rico
- Honduras
- El Salvador
- República Dominicana
- Espanha

Também são encontrados em pequenos grupos na América Latina. 

## Pessoas

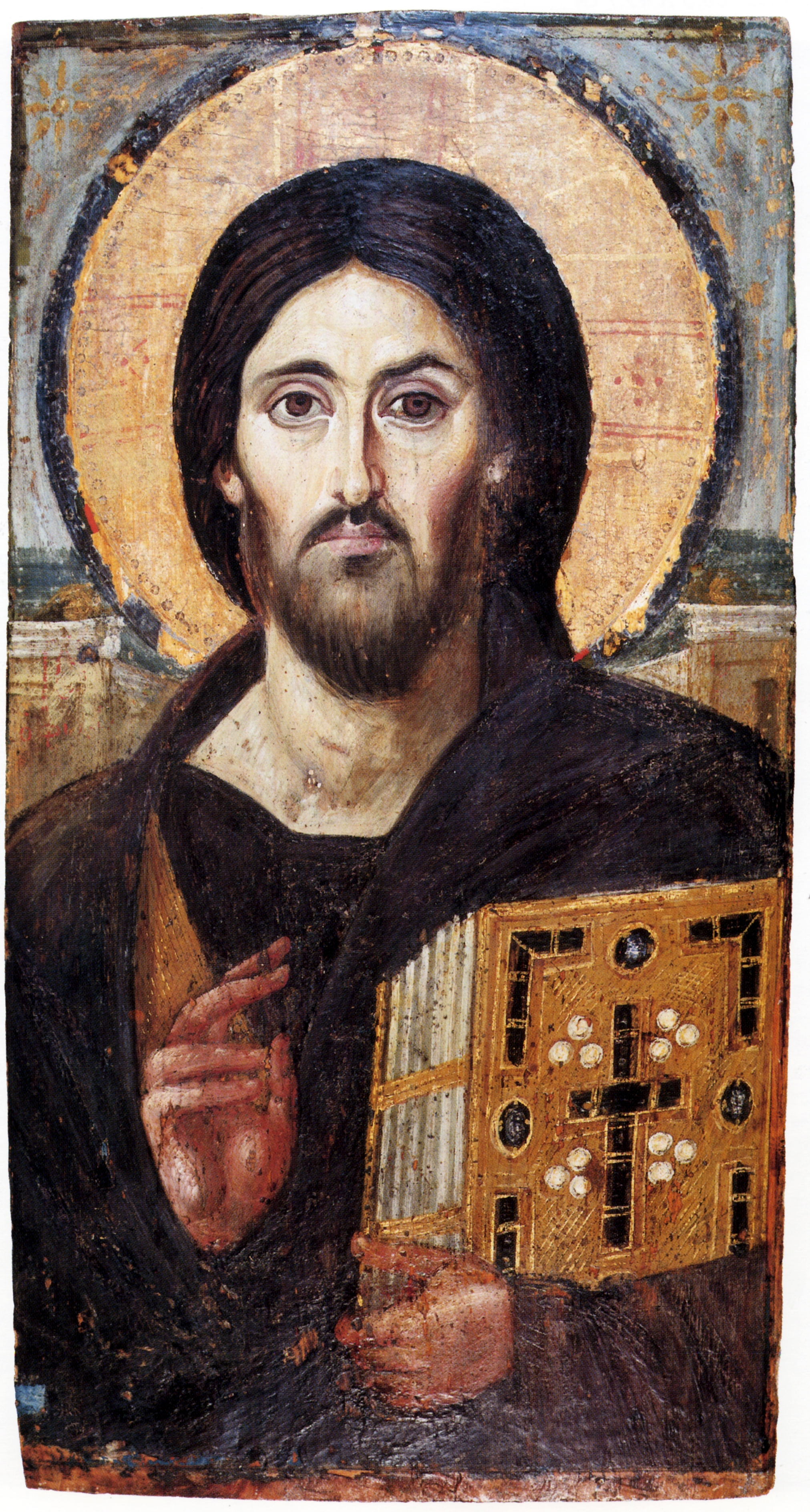
Jesus Cristo.

- Infanta Ana de Jesus Maria de Portugal, princesa portuguesa.
- Jacinta de Jesus Marto, santa católica.
- Francisco de Jesus Marto, santo católico.
- Lucia de Jesus dos Santos, religiosa portuguesa.
- Narcisa de Jesús, santa equatoriana.
- Anita Garibaldi, revolucionária brasileira.
- Maria Quitéria, combatente brasileira.
- Teresa Tarouca, fadista portuguesa.
- Bento de Jesus Caraça, militante português.
- Adolfo de Jesús Constanzo, serial killer americano, ocultista e narcotraficante.
- Francisco de Jesus, boxeador brasileiro.
- Elaine de Jesus, cantora brasileira.
- Nhá Chica, beata católica.
- Dida, futebolista brasileiro.
- Gabriel Fernando de Jesus, jogador de futebol brasileiro.
- Laura Cardoso, atriz brasileira.
- Reinier Jesus Carvalho, futebolista brasileiro.
- Luan Guilherme de Jesus Vieira, futebolista brasileiro.
- Carlos Alberto Gomes de Jesus, futebolista brasileiro.
- Carlos Vinícius Santos de Jesus, futebolista brasileiro.
- Fábio de Jesus, futebolista brasileiro.
- Juan Jesus, futebolista brasileiro.
- Jonathas Cristian de Jesus, futebolista brasileiro.
- José de Jesús Corona, goleiro de futebol internacional mexicano.
- Eduardo Vargas, futebolista chileno.
- Gina DeJesus, sobrevivente de seqüestro americano.
- Gregoria de Jesús, Líder da Revolução das Filipinas.
- José Luis de Jesus Miranda, fundador e líder do Creciendo en Gracia.
- Jojo Maronttinni, cantora brasileira.
- Jorge Jesus, treinador português.
- Robenílson Vieira de Jesus, boxeador do Brasil.
- Yasmin Santos, cantora brasileira.